# Astatotilapia flaviijosephi
Astatotilapia flaviijosephi är en fiskart som först beskrevs av Lortet, 1883.  Astatotilapia flaviijosephi ingår i släktet Astatotilapia och familjen Cichlidae. IUCN kategoriserar arten globalt som starkt hotad. Inga underarter finns listade.